# Los Quiotes, Querétaro Arteaga
Los Quiotes är en ort i Mexiko.   Den ligger i kommunen Colón och delstaten Querétaro Arteaga, i den centrala delen av landet, 180 km nordväst om huvudstaden Mexico City. Los Quiotes ligger 1 984 meter över havet och antalet invånare är 796.
Terrängen runt Los Quiotes är kuperad åt nordväst, men åt sydost är den platt. Runt Los Quiotes är det ganska tätbefolkat, med 67 invånare per kvadratkilometer. Närmaste större samhälle är Colón, 3,5 km norr om Los Quiotes. Trakten runt Los Quiotes består i huvudsak av gräsmarker.